# Catedral de San Mel (Longford)
La Catedral de San Mel o simplemente Catedral de Longford (en inglés: St. Mel’s Cathedral) es un templo católico que funciona como iglesia madre de la diócesis de Ardagh, ubicada en la ciudad de Longford en Irlanda. Construida entre 1840 y 1856, con el campanario y el pórtico como adiciones posteriores, se le considera la "catedral insignia" de la región de Midlands, un "edificio histórico" de Longford"  y "una de las mejores iglesias católicas en Irlanda". La catedral está dedicada a San Mel (que murió en 488), y que llegó a Irlanda con San Patricio y fue ordenado obispo en Ardagh, Condado de Longford.
El día de Navidad de 2009, la catedral sufrió daños por un incendio en las primeras horas de la mañana. La catedral restaurada fue reabierta en diciembre de 2014.
La catedral es un edificio de piedra neoclásico, situado en el lado noreste de la ciudad. Su construcción se inició en 1840 con el diseño de Joseph B. Keane, y la primera piedra (tomada de la catedral en ruinas en las cercanías de Ardagh) fue colocada por el Obispo de Ardagh y Clonmacnoise, el Dr. William O'Higgins, el 19 de mayo de 1840.

## Véase también

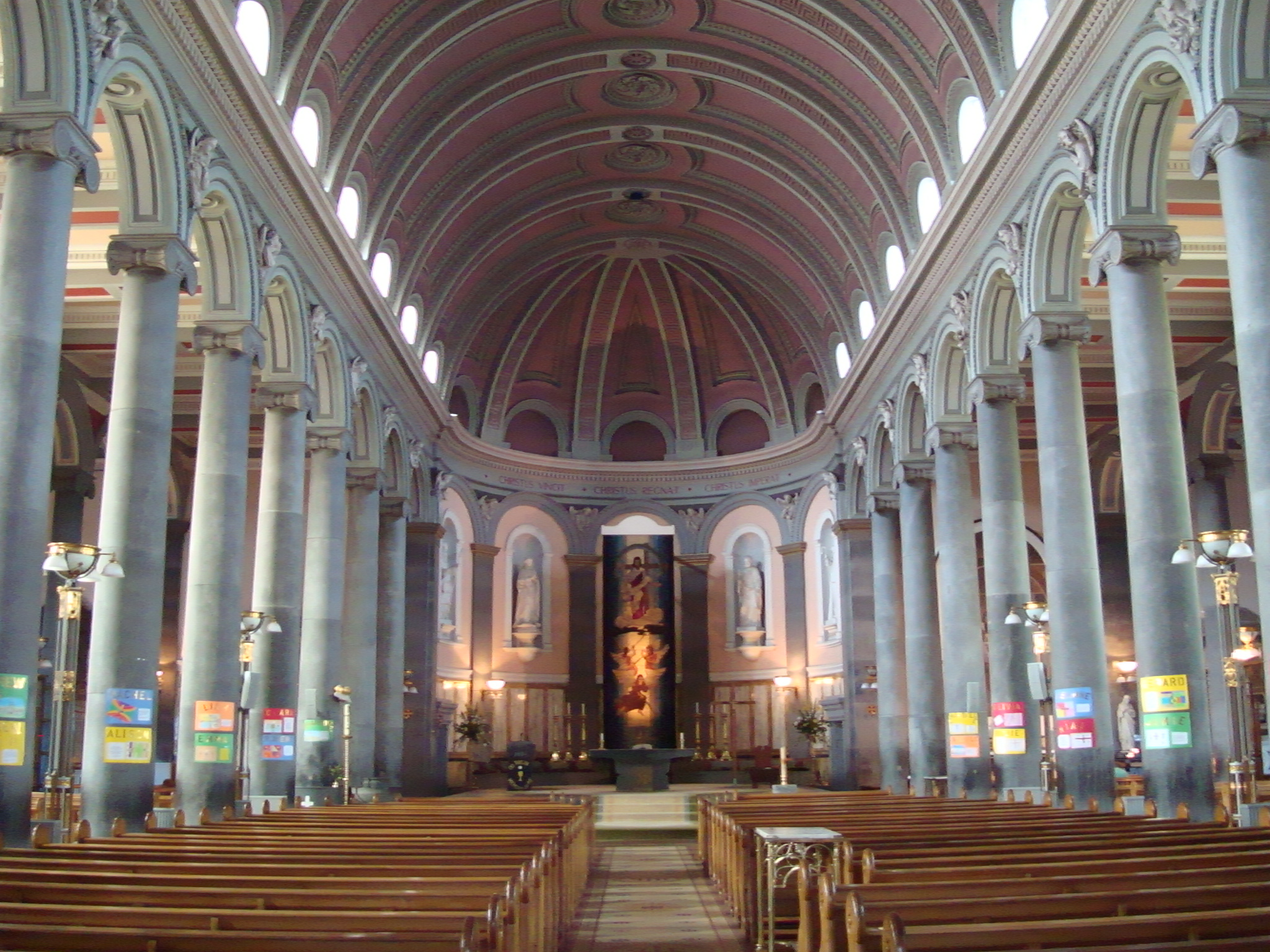
Vista interna